# Morumbi (São Paulo)
Morumbi is een district van de stad São Paulo in Brazilië. Het district is gelegen in de onderprefectuur Butantã en is de thuishaven van voetbalclub São Paulo FC met het stadion Estádio do Morumbi.

## Geografie

### Buurten
- Cidade Jardim
- Hipódromo de Cidade Jardim
- Jardim Everest
- Jardim Leonor

- Jardim Morumbi
- Jardim Panorama
- Real Parque
- Rolinópolis

- Vila Morumbi
- Vila Progredior
- Vila Tramontano

### Aangrenzende districten
Het district Morumbi grenst aan de districten Butantã, Itaim Bibi, Pinheiros, Vila Andrade en Vila Sônia.

### Hydrografie
Langs de oostkant van het district stroomt de rivier de Pinheiros.

## Cultuur

### Bezienswaardigheden
- Het stadion Estádio Cícero Pompeu de Toledo van de voetbalclub São Paulo FC
- Het hippodroom Hipódromo de Cidade Jardim van de Jockey Club de São Paulo

## Politiek
- Palácio dos Bandeirantes, regeringsgebouw van de staat São Paulo en tevens de residentie van de gouverneur van São Paulo.

## Galerij

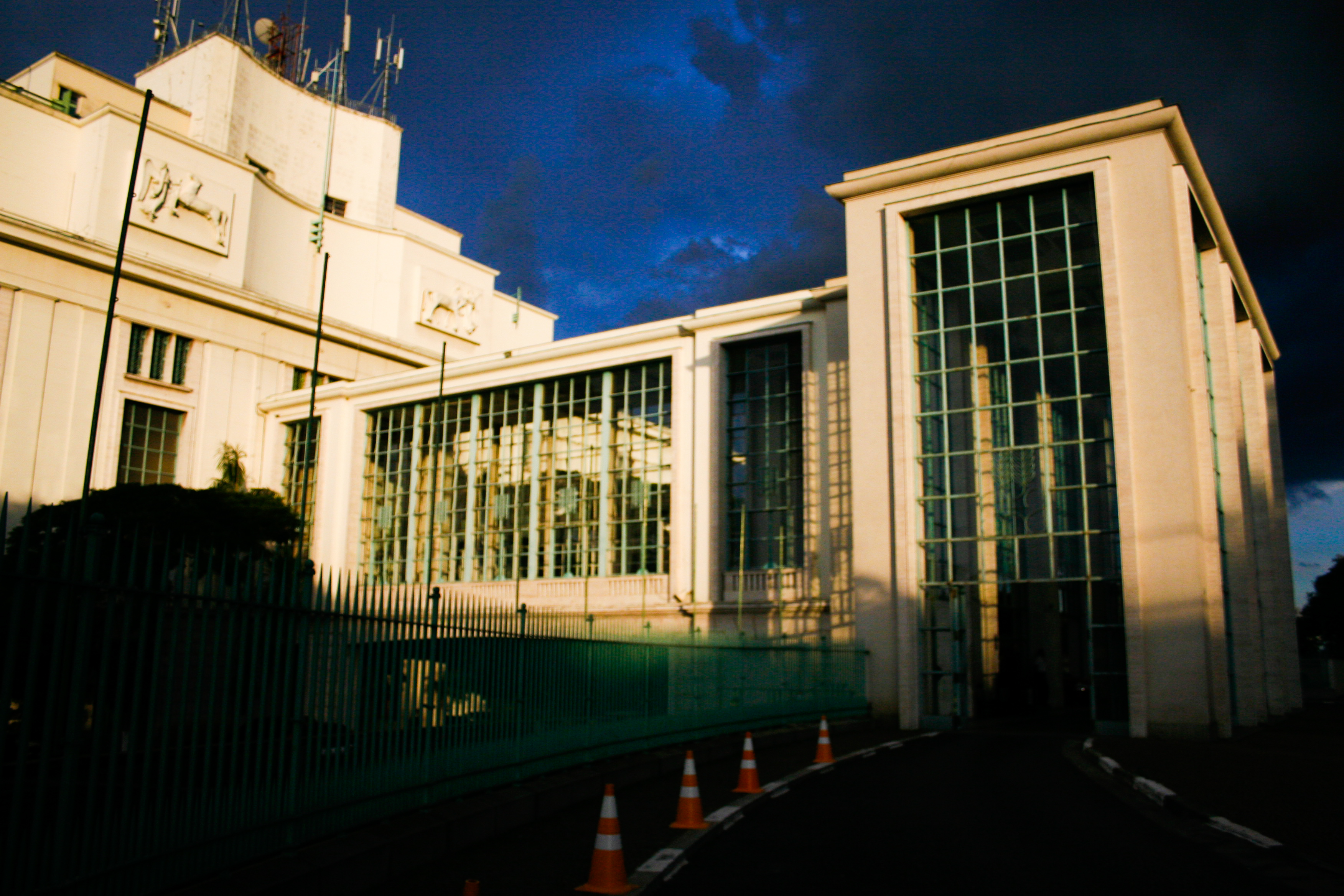
De façade van de hippodroom
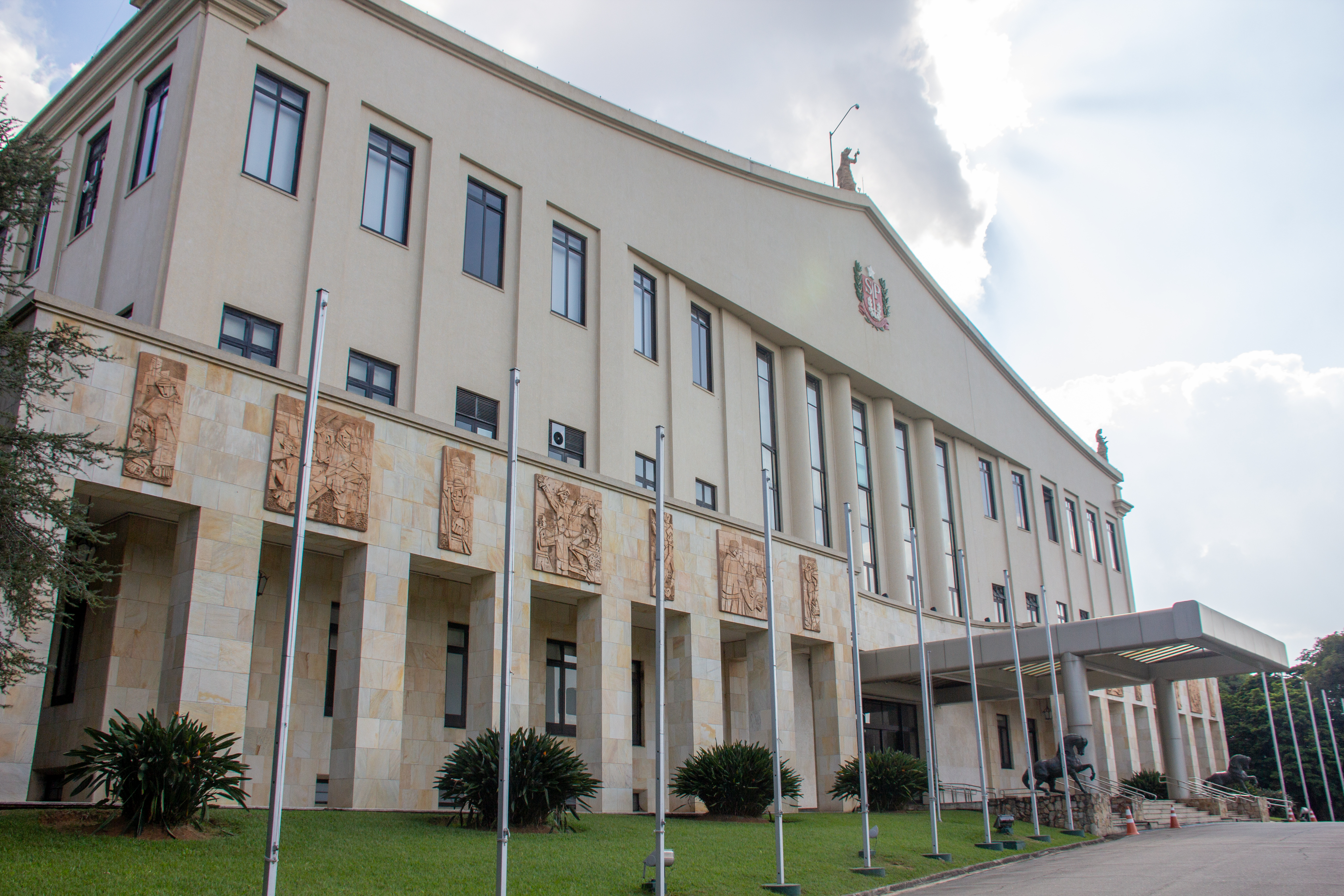
Palácio dos Bandeirantes
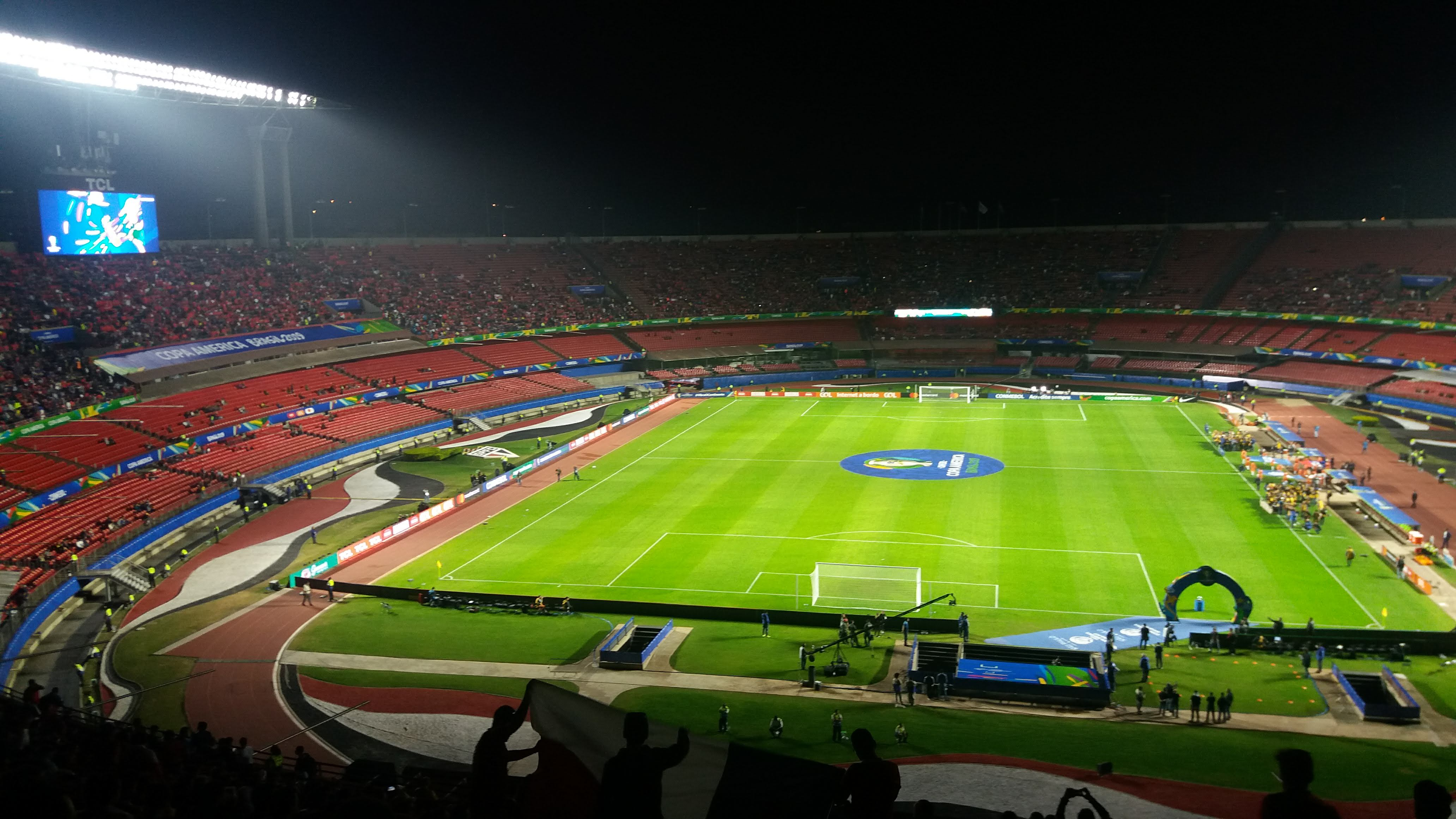
Het stadion Estádio do Morumbi

Água Rasa · Alto de Pinheiros · Anhanguera · Aricanduva · Artur Alvim · Barra Funda · Bela Vista · Belém · Bom Retiro · Brasilândia · Brás · Butantã · Cachoeirinha · Cambuci · Campo Belo · Campo Grande · Campo Limpo · Cangaíba · Capão Redondo · Carrão · Casa Verde · Cidade Ademar · Cidade Dutra · Cidade Líder · Cidade Tiradentes · Consolação · Cursino · Ermelino Matarazzo · Freguesia do Ó · Grajaú · Guaianases · Iguatemi · Ipiranga · Itaim Bibi · Itaim Paulista · Itaquera · Jabaquara · Jaçanã · Jaguara · Jaguaré · Jaraguá · Jardim Helena · Jardim Paulista · Jardim São Luís · Jardim Ângela · José Bonifácio · Lajeado · Lapa  · Liberdade · Limão · Mandaqui · Marsilac · Moema · Mooca · Morumbi · Parelheiros · Pari · Parque do Carmo · Pedreira · Penha · Perdizes · Perus · Pinheiros · Pirituba · Ponte Rasa · Raposo Tavares · República · Rio Pequeno · Sacomã  · Santa Cecília · Santana · Santo Amaro · São Domingos · São Lucas · São Mateus · São Miguel Paulista · São Rafael · Saúde · Sapopemba · Sé · Socorro · Tatuapé · Tremembé · Tucuruvi · Vila Andrade · Vila Curuçá · Vila Formosa · Vila Guilherme · Vila Jacuí · Vila Leopoldina · Vila Maria · Vila Mariana · Vila Matilde · Vila Medeiros · Vila Prudente  · Vila Sônia